# B.o.B
小鲍比·雷·西蒙斯（英語：Bobby Ray Simmons, Jr.，1988年11月15日—），以其艺名B.o.B而广为人知，是美国的音乐家及音乐制作人。他目前是Grand Hustle唱片公司和大西洋唱片旗下的签约艺人。他的艺名最初来自OutKast组合的歌曲“B.O.B.”（“Bombs over Baghdad”的缩写，意为巴格达上空的炸弹）。B.o.B已经在国际上获得了巨大成功，最初的两支单曲“Nothin' on You”和“Airplanes”都登上了英国排行榜头名，同时“Nothin' on You”也在美国摘得桂冠。两支单曲均收录于他的首张专辑《B.o.B Presents: The Adventures of Bobby Ray》，该专辑目前位列2010年最畅销的六张嘻哈专辑之一。

## 生平

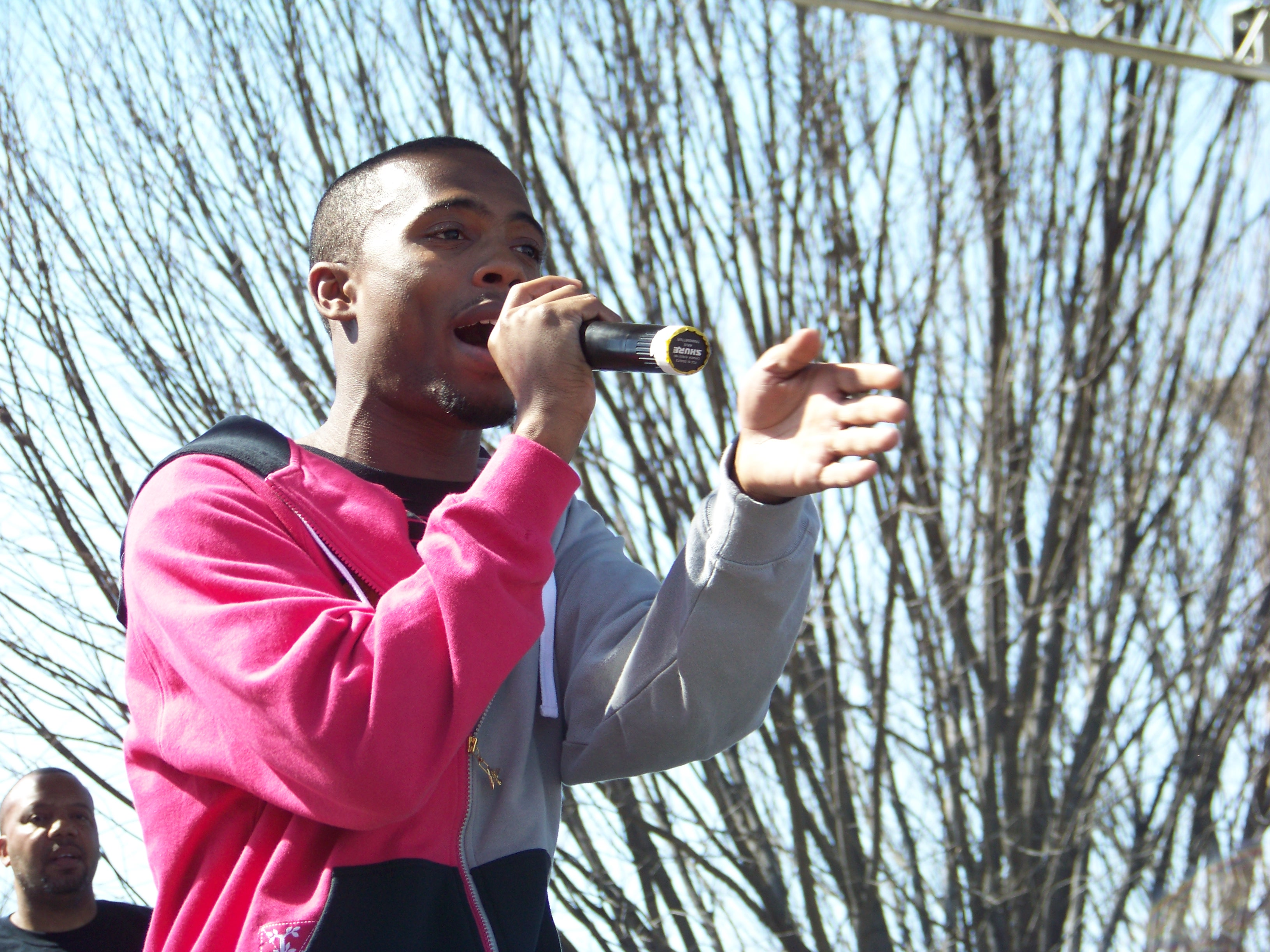
2008年，B.o.B在亚特兰大表演。

### 1988-2006：早期的生活和職業生涯的開端
1988年11月15日，B.o.B出生於北卡羅萊納州温莎。從小學到高中，他都在學校的樂隊擔任小號手。儘管他的父母希望他繼續上學，B.o.B在小學六年級決定，他想要追求音樂事業。他的牧師父親，並不贊成自己兒子的選擇，直到他意識到B.o.B正以音樂作為自己快樂的來源以及將自己的創意、靈感發揮在音樂上。B.o.B在回顧自己的經歷時，曾說，“They have always supported me. They got my first keyboard to make beats on and they helped me out getting equipment here and there. But it was kind of hard for them to really understand what I was really trying to accomplish(他們一直支持我。他們幫我買了我的第一個鍵盤、幫我買各種我要的東西，但他們卻很難了解我真正想完成的事物。)」 後來B.o.B上了佐治亞州迪凱特市的哥倫比亞高中。
在14歲時和自己的導師身兼經紀人B. Rich相遇後，B.o.B在2002年為Slip-n-Slide公司的錄音藝術家CITTI發行了“I'm the Cookie Man”一曲。B.o.B在此時發現自己真的很愛音樂，說過：“I went and blew all of my money on fast stuff like a chain and ballin. Soon I was broke again, but I learned two important things from it; make sure I save my money and that I was hooked on music.(我用了我所有的錢在像項鍊和劈腿這類一下就過去的事物。不久，我又把它們全用完了，但我從這學到了兩個重要的東西:好好存下自己的錢後，便能墜入音樂的美好世界。)」 重新來過後，BOB持續在公開的場合和地下樂場演出，以提升自己的能力。在2006年，由於B.o.B還是未成年人，B. Rich幫B.o.B混入由饒舌高手T.I.所經營的俱樂部。B.o.B在那演唱自創曲"Cloud9"。被TJ's DJ's公司的執行長T.J. Chapman相中，讓B.o.B在一個月後與大西洋唱片簽約。2007年，他在大西洋唱片的第一首單曲， "Haterz Everywhere"，得到了Billboard's Bubbling Under R&B/嘻哈單曲榜的前五名。隨著他的職業音樂生涯，B.o.B已成為由HamSquad，Playboy Tre, DJ Swatts, DJ Smooth, Moss B, B-Rich 和 TJ Chapman等人被稱為HamSquad嘻哈團體中的一員。

### 2008-2010年：音樂路上的成功和首張專輯
他的首张专辑《B.o.B Presents: The Adventures of Bobby Ray》本来预计在2010年5月25日发布，但是由于“Nothin' on You”一曲的大获成功，被提前到了4月27日。专辑一经面世便好评不断，首周便售出84000份拷贝，并登上公告牌二百强专辑榜头名。他也因此成为第13个出道专辑在首周便登上专辑榜榜首的艺人。该专辑由T.I.的音乐厂牌Grand Hustle唱片公司出品，收录了B.o.B同T.I.、卢普·菲亚斯科、埃米纳姆等人合作的曲目。
B.o.B的打榜单曲“Nothin' on You”已发布MV。他还发布了“Bet I”重制版，该曲最初来自他的混音带《May 25th》。除了“Nothin' on You”外，专辑中的另外三只单曲为：“Don't Let Me Fall”（2010年4月6日发布）、“Airplanes”（2010年4月13日）以及“Bet I”（发布于2010年4月20日。

## 专辑
- 《B.o.B Presents: The Adventures of Bobby Ray》 (2010.4.27)
- 《Strange Clouds 》 (2012.5.1)
- 《Underground Luxury》(2013.11.17)

## 混音帶
- 《The Future》(2007.6.13)
- 《Cloud 9》(2007.12.25)
- 《Hello! My Name is B.o.B》(2008.2.17)
- 《Who the F#*k is B.o.B?》(2008.11.16)
- 《B.o.B vs. Bobby Ray》(2009.6.22)
- 《May 25th》(20010.2.1)
- 《No Genre》(2010.12.7)
- 《E.P.I.C. (Every Play Is Crucial)》(2011.11.28)
- 《Fuck 'Em We Ball》(2012.11.15)
- 《G.D.O.D. (Get Dough Or Die)》(2013.5.7)
- 《No Genre Pt. 2》(2014.7.9)

## 奖项
| 年份   | 奖项                              | 类别                                                             | 结果 |
| ------ | --------------------------------- | ---------------------------------------------------------------- | ---- |
| 2010年 | 美国黑人娱乐电视奖（BET Awards）  | 最佳男嘻哈艺人（Best Male Hip-Hop Artist）                       | 獲獎 |
| 2010年 | 美国黑人娱乐电视奖（BET Awards）  | 最佳合作曲目（Best Collaboration） Nothin' On You同布鲁诺·马尔斯 | 獲獎 |
| 2010年 | 美国黑人娱乐电视奖（BET Awards）  | 年度MV（Video of the Year） Nothin' on You 同布鲁诺·马尔斯       | 獲獎 |
| 2010年 | 萨克福瑞峰会（Suckerfree Summit） | 时下经典（Instant Classic） Nothin' on You 同布鲁诺·马尔斯       | 獲獎 |